# Состояние Белла

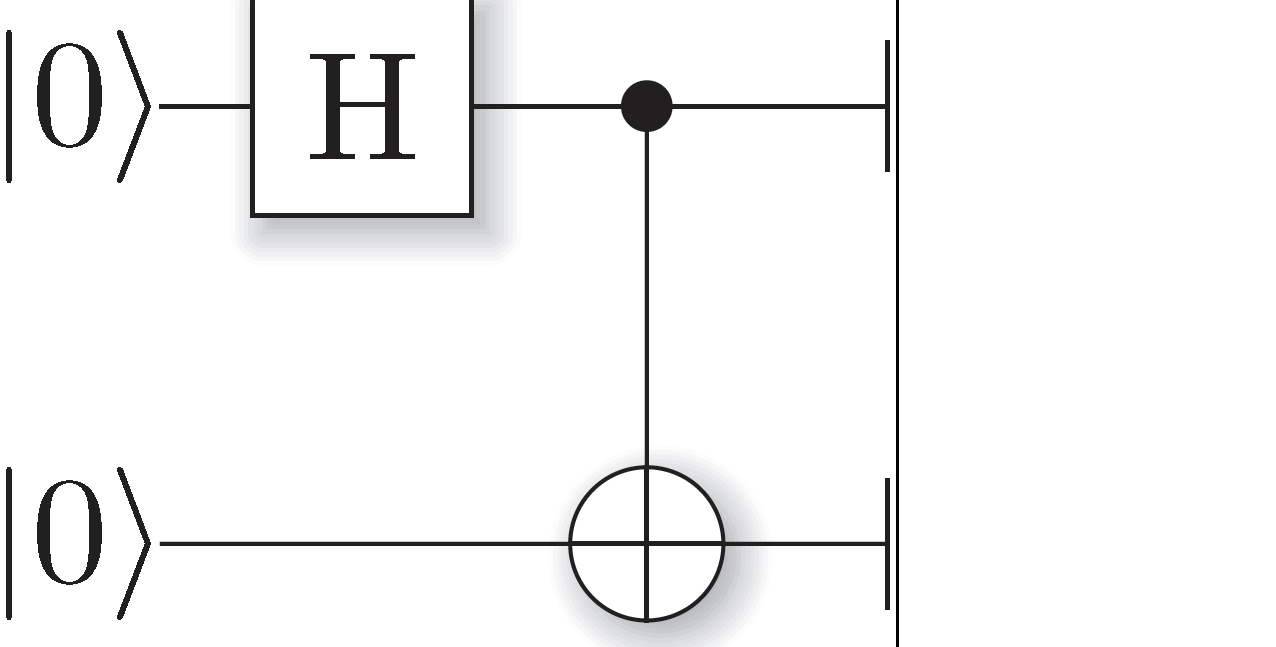
Квантовая схема для создания состояния Белла.

Состояние Белла — определённое состояние двух кубитов; простейший пример квантовой запутанности.
Названо в честь Джона Стюарта Белла.

## Определение
Состояние Белла  — одно из следующих четырёх квантовых состояний двух кубитов {\displaystyle A} и {\displaystyle B}.
{\displaystyle |\beta _{00}\rangle ={\tfrac {1}{\sqrt {2}}}\cdot (|00\rangle +|11\rangle ),}
{\displaystyle |\beta _{01}\rangle ={\tfrac {1}{\sqrt {2}}}\cdot (|01\rangle +|10\rangle ),}
{\displaystyle |\beta _{10}\rangle ={\tfrac {1}{\sqrt {2}}}\cdot (|00\rangle -|11\rangle ),}
{\displaystyle |\beta _{11}\rangle ={\tfrac {1}{\sqrt {2}}}\cdot (|01\rangle -|10\rangle ).}

### Замечания
- Состояние Белла {\displaystyle |\beta _{ij}\rangle } можно получить, подав состояние {\displaystyle |ij\rangle } на схему с элементом Адамара и CNOT на рисунке.
- Состояния Белла образуют ортонормированный базис в четырёхмерном гильбертовом пространстве, известный как базис Белла.
- Измерение в базисе Белла называется измерением Белла. Измерение Белла можно произвести используя обратную схему к схеме на рисунке.

## Приложения
Обозначим через {\displaystyle I}, {\displaystyle X}  и {\displaystyle Z} матрицы Паули:
{\displaystyle I} — тождественное преобразование,
{\displaystyle X|0\rangle =|1\rangle }, {\displaystyle X|1\rangle =|0\rangle } 
и
{\displaystyle Z|0\rangle =|0\rangle }, {\displaystyle Z|1\rangle =-|1\rangle }
- Квантовое сверхплотное кодирование основано на тождествах
{\displaystyle (I\otimes I)|\beta _{00}\rangle =|\beta _{00}\rangle ,}
{\displaystyle (X\otimes I)|\beta _{00}\rangle =|\beta _{01}\rangle ,}
{\displaystyle (Z\otimes I)|\beta _{00}\rangle =|\beta _{10}\rangle ,}
{\displaystyle (Z\cdot X\otimes I)|\beta _{00}\rangle =|\beta _{11}\rangle ,}
- Квантовая телепортация основана на тождестве
{\displaystyle |\phi \rangle \otimes |\beta _{00}\rangle ={\tfrac {1}{2}}\cdot |\beta _{00}\rangle \otimes |\phi \rangle +{\tfrac {1}{2}}\cdot |\beta _{01}\rangle \otimes (X|\phi \rangle )+{\tfrac {1}{2}}\cdot |\beta _{10}\rangle \otimes (Z|\phi \rangle )+{\tfrac {1}{2}}\cdot |\beta _{11}\rangle \otimes (X\cdot Z|\phi \rangle ).}

- Квантовая криптография